# Prvi Partizan
Prvi Partizan (serbisch-kyrillisch Први Партизан), kurz auch PPU  (ППУ) für Prvi Partizan Užice, ist ein serbischer Munitionshersteller. Das Unternehmen produziert nach eigenen Angaben über 400 verschiedene Munitionstypen für Gewehre, Pistolen und Revolver. Neben scharfer Munition werden auch Platzpatronen und Manövermunition hergestellt. Zu den Munitionstypen im Produktportfolio zählen auch seltenere Patronen wie 7,92 × 33 mm oder 6,5 × 52 mm Carcano.

## Geschichte
Unternehmensgründer Jakob Posinger verlegte 1927 in Abstimmung mit Militär und Regierung des Königreichs Jugoslawien seine Werkstatt von Krainburg nach Užice und baute dort eine Produktion für Jagd- und Pistolenmunition auf, die am ersten Mai 1928 anlief. Der Produktionsstandort befand sich auf dem Kasernengelände im Stadtteil Krčagovo, wo bereits nach zwei Jahren 150 Arbeiter beschäftigt wurden. Im Jahr 1935 stellte die Stadt Užice ein Grundstück zum Bau einer neuen Fabrik bereit, deren Grundsteinlegung am 20. Juni 1935 erfolgte. Die Fabrik für Waffen und Munition Užice (Fabrika oružija i municije Užice (FOMU)) zählte hierbei zu den ersten privatwirtschaftlichen Munitionsherstellern auf dem Balkan. Neben der Produktion von Munition in verschiedenen Kalibern produzierte das Unternehmen auch Gewehre für das Militär und reparierte diese in seiner Fabrik.
Während des Balkanfeldzuges 1941 wurden die Produktionsanlagen stark beschädigt und das Verwaltungsgebäude vollständig zerstört. Durch die Verlegung von Produktionsmaschinen an andere Standorte in der Umgebung der Stadt konnte zwischen September und November 1941 jedoch eine Produktion unter der Verwaltung von Partisanen der Jugoslawischen Volksbefreiungsarmee aufrechterhalten werden, da sich das Gebiet zeitweilig innerhalb der Republik Užice befand, die sich dem deutschen Einfluss entzog. Im November 1941 wurde das Gebiet im Zuge einer Anti-Partisanen-Offensive von deutschen Truppen zurückerobert und bis 1944 gehalten.
Nach dem Krieg wurde das Unternehmen in Prvi Partizan umbenannt und verstaatlicht. Bei einer Serie von Explosionen in der PPU-Fabrik Anfang September 2009 kamen sieben Menschen zu Tode.